# AGM-153
Im Jahre 1992 erstellte die US Air Force als Ergebnis einer Studie, das Konzept für eine neue taktische Luft-Boden-Rakete. Diese AGM sollte aus großen sowie aus niedrigen Höhen abgefeuert werden können. Auch sollten verschiedene Arten von Zielen angriffen werden. Des Weiteren sollte es möglich sein, sie mit zwei verschiedenen Gefechtskopf- bzw. Suchkopftypen (TV/Infrarot) auszustatten. Die Kommunikation zwischen AGM und Flugzeug sollte über eine Zwei-Wege-Verbindung laufen. Diese erlaubte es dem Waffensystemoffizier, die Flugbahn nach dem Start der AGM zu korrigieren. Als Plattformen wurden die F-16 und die B-1B ausgewählt. 
Im Oktober 1992 wurde für diese Luft-Boden-Rakete die Bezeichnungen XAGM-153A und XAGM-153B reserviert. Aber während weiterer Studien über die Herstellerauswahl sowie die Lebensdauer wurde das AGM-153 Programm abgebrochen. Die genauen Gründe, warum das Programm gestoppt wurde, sind nicht bekannt, aber es wird vermutet, dass die AGM-153 zugunsten der AGM-142 Popeye/Have Nap eingestellt wurde. Dafür spricht, dass das Konzept der AGM-153 in einigen Varianten dem der AGM-142 sehr stark ähnelt.